# Jean Marcenac
Pour les articles homonymes, voir Marcenac.
Jean Marcenac, né à Figeac (Lot) le 16 novembre 1913 et mort à Sainte-Feyre (Creuse) le 14 mai 1984, est un écrivain, poète, journaliste et professeur de philosophie français.

## Biographie
Jean Marcenac est le fils d'un couple d'instituteurs. Il écrit ses premiers poèmes en 1932 et découvre le surréalisme. À Toulouse où il fait ses études, il se lie d'amitié avec Lucien Bonnafé (futur psychiatre). Ensemble, ils font partie des principaux animateurs d'un groupe surréaliste à Toulouse, le Trapèze volant, réuni autour d'un ciné-club au début des années 1930. Ils milite aussi au sein de l'Union fédérale des étudiants.
En 1936, il se marie avec Andrée Labry. Après des études de philosophie en Sorbonne, au cours desquelles il côtoie le jeune poète surréaliste martiniquais Pierre Yoyotte, mais aussi des intellectuels communistes comme Georges Politzer, Valentin Feldman ou Pierre Hervé, il adhère au Parti communiste français.
Fait prisonnier en 1940, il s'évade de son stalag l'année suivante et s'engage activement dans la Résistance française, dans le maquis du Lot dont le patron est Jean Lurçat. C'est également dans le maquis qu'il fait la connaissance d'Elsa Triolet et de Louis Aragon avec lesquels il nouera une amitié sans faille. Il publie ses premiers poèmes sous forme de tract et dans des journaux clandestins. Il est proche d'Éluard et d'Aragon et traduit la poésie de Pablo Neruda.
Il a été professeur de philosophie à Boulogne et à Saint-Denis au lycée Paul-Éluard.
Il collabore aux Lettres françaises jusqu'en 1953, où il se revendique « l'homme lige » d'Aragon pendant que celui-ci dirige Ce soir. Il quitte l'hebdomadaire pour y revenir après 1958.
Sa poésie dite « engagée » défend les valeurs de la fraternité.

### Distinctions
- Officier de la Résistance et chevalier de la Légion d'honneur

## Œuvres principales

### Monographies
- Pablo Neruda, Seghers, 1953, 1973, 1976
- Pablo Neruda (avec Claude Couffon), Seghers, 2004[4]
- Paul Éluard (avec Louis Parrot), Seghers, 1955, 2004  (ISBN 978-2-232-12225-5)

### Divers
- La Beauté du diable racontée suivie d'un entretien avec René Clair sur le problème de Faust, 1950, Les Éditeurs français réunis
- L'Exemple de Jean Lurçat, 1952, Les Éditions Falaize
- Je n'ai pas perdu mon temps, Temps actuels, 1982  (ISBN 978-2-201-01601-1) [lire un extrait]

### Poésie
- Le Ciel des fusillés, Confluence, Lyon, 1944
- Le Cavalier de coupe : Poèmes 1933-1943, Gallimard, 1945
- La Marche de l'homme, Seghers, 1949
- Les Petits métiers, Les Éditeurs français réunis, coll. « Petite sirène », 1969
- L'Amour du plus lointain, poèmes enrichis de 9 gravures originales de James Coignard, 60 exemplaires numérotés, Au Vent d'Arles, Saint-Paul-de-Vence, 1969
- Le Livre des blessures, Les Éditeurs français réunis, 1971
- Poèmes, 1932-1969, Temps actuels, 1983,  (ISBN 2-201-01636-4)
- Les Ruines du soleil et autres poésies, 1971-1984, Messidor, 1985  (ISBN 2-209-05698-5)

### Traduction
- Œuvres de Pablo Neruda - par exemple :
  - La Centaine d'amour (Cien Sonetos de amor), édition bilingue (traduction/adaptation de Jean Marcenac et André Bonhomme), Poésie/Gallimard, 1995  (ISBN 978-207-032892-5)